# 李家傑
李 家傑 GBM, GBS, JP,  L.d'H. (リー・カー・キット 英語名：Peter Lee Ka-kit、1963年5月20日 - ）は、香港にある恒基兆業地産（Henderson Land Development）の同席会長である。
香港生まれ、香港広東省順徳、香港の企業家／慈善家、ヘンダーソン・ランド共同会長、香港・中国ガス会社会長、香港・中国ガス会社会長。1997年にフォーブスが発表した世界第4位の富豪であり李兆基博士の長男。現在、中国人民政治協商会議第14期全国委員会常務委員。
また、彼は中国人民政治協商会議の常務委員も務めており、中国の貧困緩和にも積極的に取り組んでいます。彼はまた、チップの研究開発、人工知能、スマートエネルギーにも関心を持ち、香港のハイテク研究開発および新興テクノロジー企業の指導にも熱心です。

## 受賞
- 大紫荊勲章(GBM)だいしけいくんしょう、Grand Bauhinia Meda
- レジオンドヌール勲章  レジオンドヌールくんしょう、、仏: Ordre national de la Légion d'honneu （Chevalier, 騎士、勲爵士）（2012年）
- Edinburgh Napier University、エディンバラ・ネイピア大学（イギリス・スコットランド）名誉経営学博士号
- 金紫荊勲章(GBS)Gold Bauhinia Meda
- 治安判事(JP)、ちあんはんじ、justice of the peace